# Boross Béla (író)
Boross Béla (Boros Béla) (Kassa, 1902. május 6. – Pécs, 1979. január 18.) író, költő, kántortanító, lapszerkesztő, általános iskolai igazgató.

## Élete
A tanítóképzőt Sárospatakon végezte, 1921–1944 között Szomotoron, majd Alsószeliben volt evangélikus kántortanító. 1940-ben a Nyitra-Pozsony k.e.e. vármegye törvényhatósági bizottságának tagja. 1947-ben kitelepítették. Ezután Zombán tanított, majd nyugdíjba vonulása után a közművelődési ház igazgatója lett.
Tagja volt a Szlovenszkói Általános Magyar Tanítóegyesületnek, a Magyar Dalosszövetség és az Országos Magyar Tanítói Énekkar vezetőségének. 1923-tól szerkesztője, 1932–1940 között felelős szerkesztője volt a csehszlovákiai Magyar Tanító lapnak. Szerkesztette a Magyar Dalunk című Csehszlovákiai Magyar Dalosszövetség negyedéves lapját is. Pedagógiai cikkeket és tankönyveket is írt. Fő műve a "Magyar tanító a Kárpátok alatt" kéziratban maradt, csak halála után jelentősen lerövidítve Pukkai László gondozásában jelent meg.

## Művei
- 1928 Gyere már...(tangó dal, tsz. Voska Károly)
- Az ösvényen. Novellák; Kosmos Ny., Galánta, 1928
- Búcsú a tavasztól. Versek; Kosmos, Galánta, 1929
- Kis harang. Költemények az iskola és az élet ünnepeire; szerzői, Galánta, 1932
- 1934 Bokrétát kötöttem (elbeszélés)
- Ünnepi hangok. Beszédek, előadások, költemények, dalok és színdarabok az iskolai és polgári év ünnepeire; egybegyűjt. Boross Béla; Magyar Tanítók Szövetkezeti Könyvesboltja, Galánta, 1937
- Cselekvő iskola. Vezérkönyv az elemi iskola tantárgyainak tanításához az új tanterv szellemében; szerk. Boross Béla; Csehszlovák Grafikai Unió, Praha–Presov, 1937
- 1938 A Felvidéki (szlovenszkói) Általános Magyar Tanítóegyesület története. Magyar Tanító 1938, 656-674.
- "Nem hal meg a magyar dal, míg magyar tanító van!". A felvidéki magyar tanítók énekkarának története; Pestvidéki Ny., Vác, 1943
- 1967 Hagyományaink nyomában – Lépések a demokrácia útján — a szocializmus felé. Szocialista Nevelés, 12/6
- 2005 Magyar tanító a Kárpátok alatt